# Chiesa della Natività di Giovanni Battista nella Pineta
La Chiesa della Natività di Giovanni Battista nella Pineta (in russo Церковь Рождества Иоанна Предтечи на Бору, Cerkov' Roždestva Ioanna Predteči na Boru), anche nota come chiesa di San Varo Martire (церковь святого мученика Уара, cerkov' svjatogo mučenika Uara in russo) era un'antichissima chiesa di Mosca risalente al tempo della fondazione della città, situata all'interno del Cremlino.

## Storia
Questa chiesa in legno è nota dal XII secolo. All'inizio del XIV secolo, la chiesa, sotto San Pietro Metropolita, divenne una cattedrale. In quel tempo si trovava nel palazzo dei metropoliti, ubicato sulla cima del Colle Borovickij.
Nel 1461 al posto della chiesa in legno venne costruita una in pietra. Rasa al suolo da un incendio nel 1493, essa fu ricostruita ex novo dall'architetto Aleviz Novyj nel 1508. Nel 1583 circa la chiesa secondaria annessa a quella principale venne riconsacrata in onore del martire Varo (dopo la nascita del Principe Dmitrij, il cui nome esatto era Uar). In diverse fonti anche l'intera struttura è menzionata sotto questa dicitura.
Questo santuario fu danneggiato ancora una volta a causa di un incendio nel 1737, in seguito al quale venne ricostruito dall'architetto Ivan Mičurin.
Le immagini della chiesa conservatesi testimoniano anche moltissime altre ristrutturazioni, l'ultima delle quali venne attuata dopo il 1812.
La chiesa fu demolita nel 1847 per ordine di Nicola I in persona, per via dello stato decrepito in cui essa era ridotta, nonché il fatto che l'antico edificio non armonizzava con il panorama dell'appena costruito Grande Palazzo del Cremlino. La chiesetta secondari di San Varo fu trasferita nella Cattedrale dell'Arcangelo, e la stessa Chiesa della Natività di S. Giovanni Battista nella torre Borovickaja del Cremlino, dove è esistita fino alla Rivoluzione d'ottobre.